# Динна булочка
Динна булочка (яп. メロンパン, meronpan) (відома також, як динний хліб або мелон пан) — один з видів солодких булочок в Японії, що також дуже популярний на Тайвані, в Китаї та Латинській Америці. Зроблені зі звичайного тіста, яке вкрите зверху тонким шаром хрусткого тіста для печива. Їх зовнішній вигляд нагадує дині-канталуп. Зазвичай вони не мають динного смаку, проте останнім часом стає популярним серед виробників додавати диню до булочок. Існують варіації з шоколадом, карамеллю, кленовим сиропом, іноді зі збитими вершками або кремом. У таких випадках слово «динна» в назві змінюється на відповідне (наприклад, кленова булочка), або до назви просто додається ще одне слово, незважаючи на відсутність смаку дині (наприклад, шоколадно-динна булочка).

## Загальні відомості
Етимологія назви базується на двох мовах, оскільки слово англ. melon («диня») запозичене з англійської мови, в той час як порт. pan походить від португальського слова «хліб».
У деяких частинах регіонів Кінкі, Тюґоку та Сікоку булочки з малюнком променів сонця називають «схід сонця».

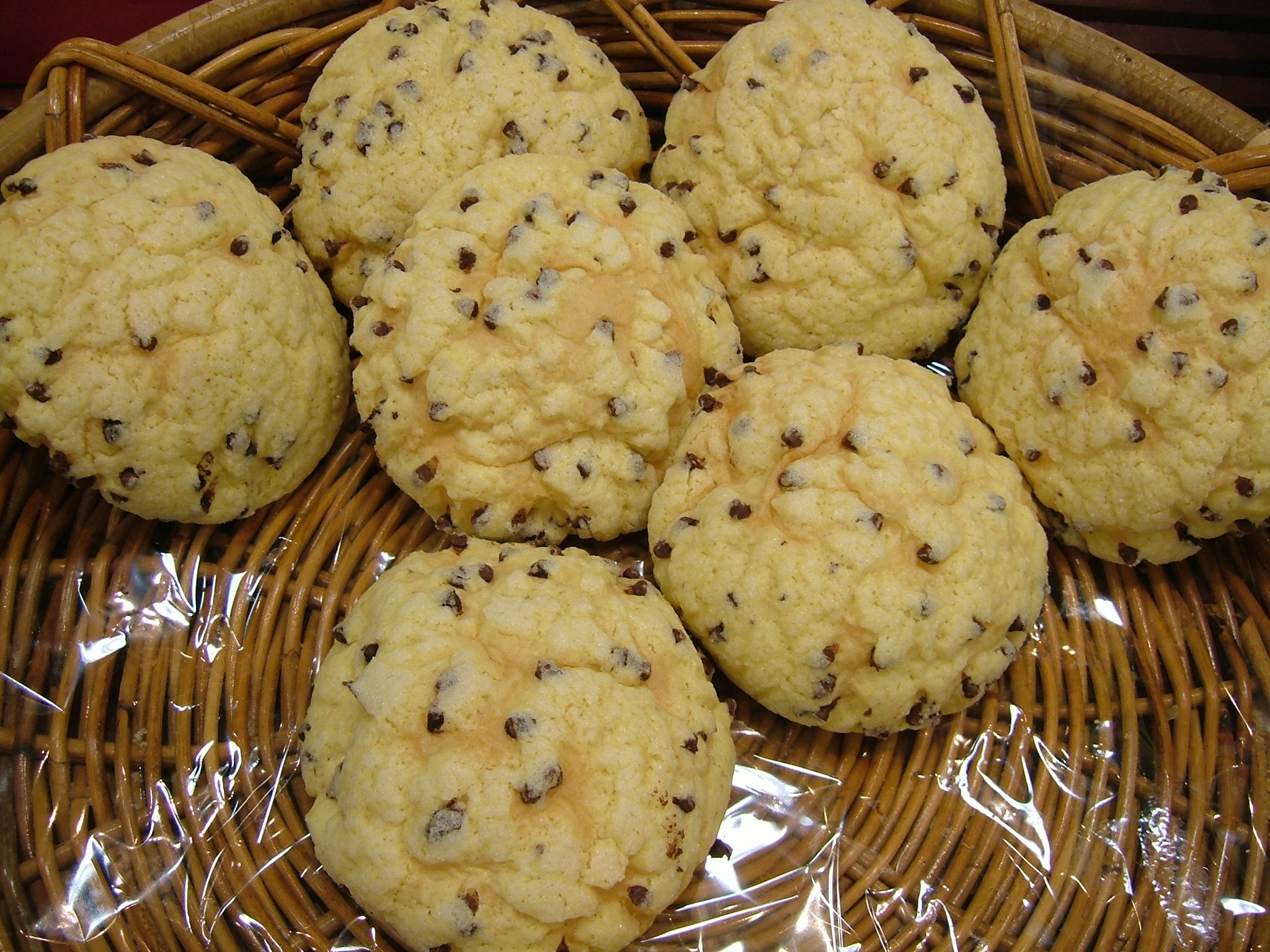
Динні булочки зі шматочками шоколаду

Динні булочки дуже схожі на ананасові булочки з Гонконгу. Проте японські вироби легше за вагою та смаком, більш сухі й мають твердіший зовнішній шар (топпінґ з тіста для печива), який важче розламати, на відміну від свого аналога з Гонгконгу, де булочку необхідно тримати обережно, оскільки верхній шар, зазвичай, легко відшаровується та розпадається. Гонгконгська версія також більш волога та, зазвичай, м'яка зовні та всередині, має більш сильний аромат вершкового масла.